# Park Drive 2000 1971 – Spring
Das Park Drive 2000 1971 – Spring war eine professionelle Snooker-Liga im Rahmen der Saison 1970/71. Das Turnier wurde vom 4. bis zum 31. Januar 1971 an verschiedenen Orten in England ausgetragen. Sieger wurde John Spencer, der im Endspiel Rex Williams besiegte. John Pulman spielte ein 119er-Break als höchstes Break des Turnieres.

## Preisgeld
Namensgebender Sponsor des Turnieres war das Unternehmen Park Drive, eine Marker der Gallaher Group. Insgesamt wurden 2.000 Pfund Sterling ausgezahlt, 750 £ davon an den Sieger.
|           | Preisgeld |
| --------- | --------- |
| Sieger    | 750 £     |
| Finalist  | 550 £     |
| Platz 3   | 400 £     |
| Platz 4   | 300 £     |
| Insgesamt | 2.000 £   |

## Turnierverlauf
Die vier Teilnehmer spielten im Turnier ein dreifaches Rundenturnier aus, d. h. sie traten jeweils dreimal gegen jeden anderen Spieler an. Diese Spiele fanden verstreut in ganz England statt. Am Ende wurde eine Abschlusstabelle erstellt, wobei die beiden Bestplatzierten in einem Endspiel den Turniersieger ausspielten. Jedes Spiel fand im Modus Best of 7 Frames statt. Die Angabe der Spiel-Reihenfolge folgt der alphabetischen Auflistung der Datenbank CueTracker.

### Gruppenphase
| Pos. | Spieler      | Partien | S | N | Frames | Diff. |
| ---- | ------------ | ------- | - | - | ------ | ----- |
| 1    | John Spencer | 9       | 8 | 1 | 34:15  | +19   |
| 2    | Rex Williams | 9       | 5 | 4 | 27:24  | +3    |
| 3    | Gary Owen    | 9       | 5 | 4 | 25:23  | +2    |
| 4    | John Pulman  | 9       | 0 | 9 | 12:36  | −24   |

| Spiel | Spieler 1    | Ergebnis | Spieler 2    |
| ----- | ------------ | -------- | ------------ |
| 1     | Gary Owen    | 04:04    | John Pulman  |
| 2     | Gary Owen    | 14:14    | John Pulman  |
| 3     | Gary Owen    | 14:14    | Rex Williams |
| 4     | Gary Owen    | 24:24    | Rex Williams |
| 5     | Gary Owen    | 34:34    | John Pulman  |
| 6     | John Spencer | 14:14    | John Pulman  |
| 7     | John Spencer | 34:34    | Rex Williams |
| 8     | John Spencer | 24:24    | John Pulman  |
| 9     | John Spencer | 24:24    | Gary Owen    |

| Spiel | Spieler 1    | Ergebnis | Spieler 2    |
| ----- | ------------ | -------- | ------------ |
| 10    | John Spencer | 24:24    | Gary Owen    |
| 11    | John Spencer | 14:14    | Rex Williams |
| 12    | John Spencer | 04:04    | Gary Owen    |
| 13    | John Spencer | 04:04    | John Pulman  |
| 14    | Rex Williams | 14:14    | John Pulman  |
| 15    | Rex Williams | 14:14    | John Pulman  |
| 16    | Rex Williams | 14:14    | Gary Owen    |
| 17    | Rex Williams | 24:24    | John Spencer |
| 18    | Rex Williams | 34:34    | John Pulman  |

### Finale
John Spencer hatte das Turnier dominiert und mit acht Siegen aus neun Spielern klar den ersten Platz belegt. Der zweite Rang war dagegen deutlich umkämpfter. Am Schluss hatten sowohl Rex Williams als auch Gary Owen fünfmal gewonnen, doch Williams hatte ganz knapp eine bessere Differenz und sicherte sich damit den zweiten Platz. Damit durfte er im Finale Spencer um den Titel herausfordern. Doch nach einer anfänglichen Führung von Williams konnte Spencer seine Dominanz auch hier anwenden und gewann das Endspiel mit 4:1.
| Finale: Best of 7 Frames unbekannt, unbekannt, England, 31. Januar 1971 |                |              |
| John Spencer                                                            | 4:1            | Rex Williams |
| 37:68, 64:60, 119:17, 68:39, 75:46                                      |                |              |
| –                                                                       | Höchstes Break | –            |
| –                                                                       | Century-Breaks | –            |
| –                                                                       | 50+-Breaks     | –            |